# Neodiprion tsugae
Neodiprion tsugae är en stekelart som beskrevs av David John Middleton. Neodiprion tsugae ingår i släktet Neodiprion och familjen barrsteklar. Inga underarter finns listade i Catalogue of Life.